# 친

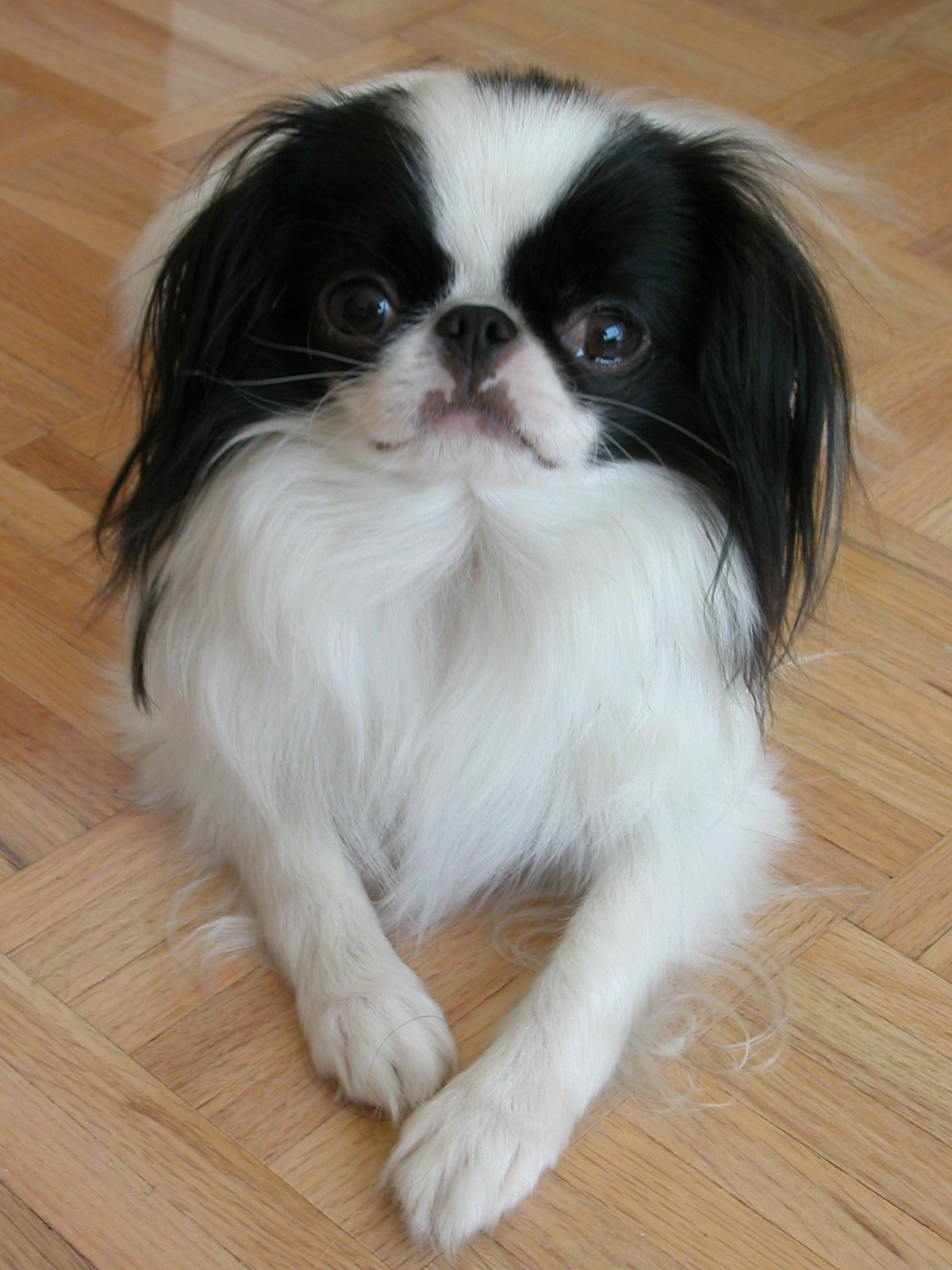
친

친(Chin, 일본어: 狆)은 일본 원산의 소형 견종이다. 재퍼니스 친(Japanese Chin)이라고도 한다. 

## 역사
중국에서 신라를 거쳐 일본으로 유래되었다. 《속일본기》 732년 5월 19일(음) 신라의 김장손이 촉구(蜀狗) 1마리와 사냥개 1마리를 바쳤다는 기록이 있는데, 이 촉구가 친의 조상으로 추측된다. 과거 일본에서 귀족들만 가질 수 있었던 개로 유명하다.